# Johann Christoph Rincklake

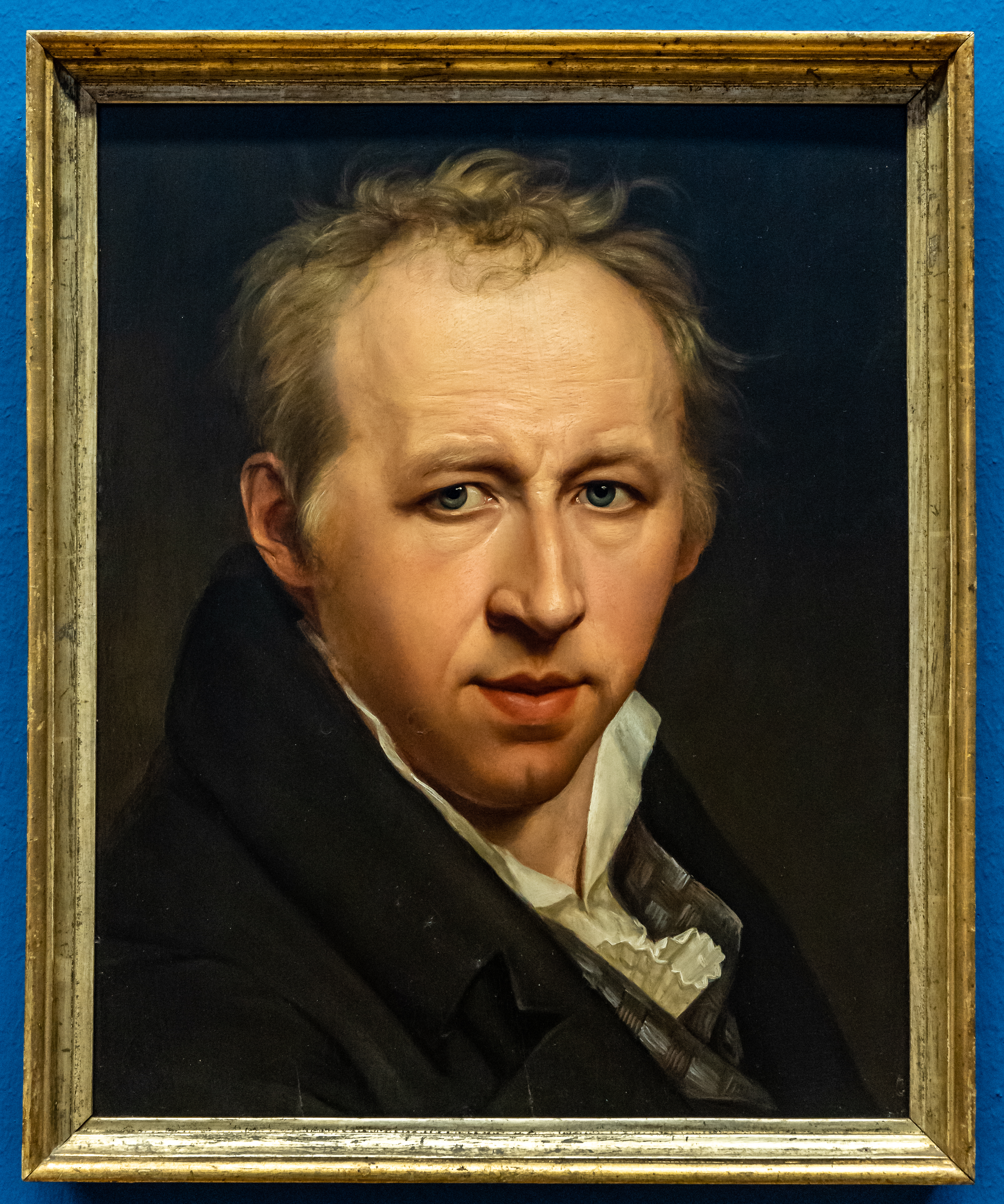
Letztes Selbstbildnis (1813)

Johann Christoph Rincklake (* 19. Oktober 1764 in Harsewinkel; † 19. Juni 1813 in Münster) war ein deutscher Porträtmaler der Romantik.

## Leben

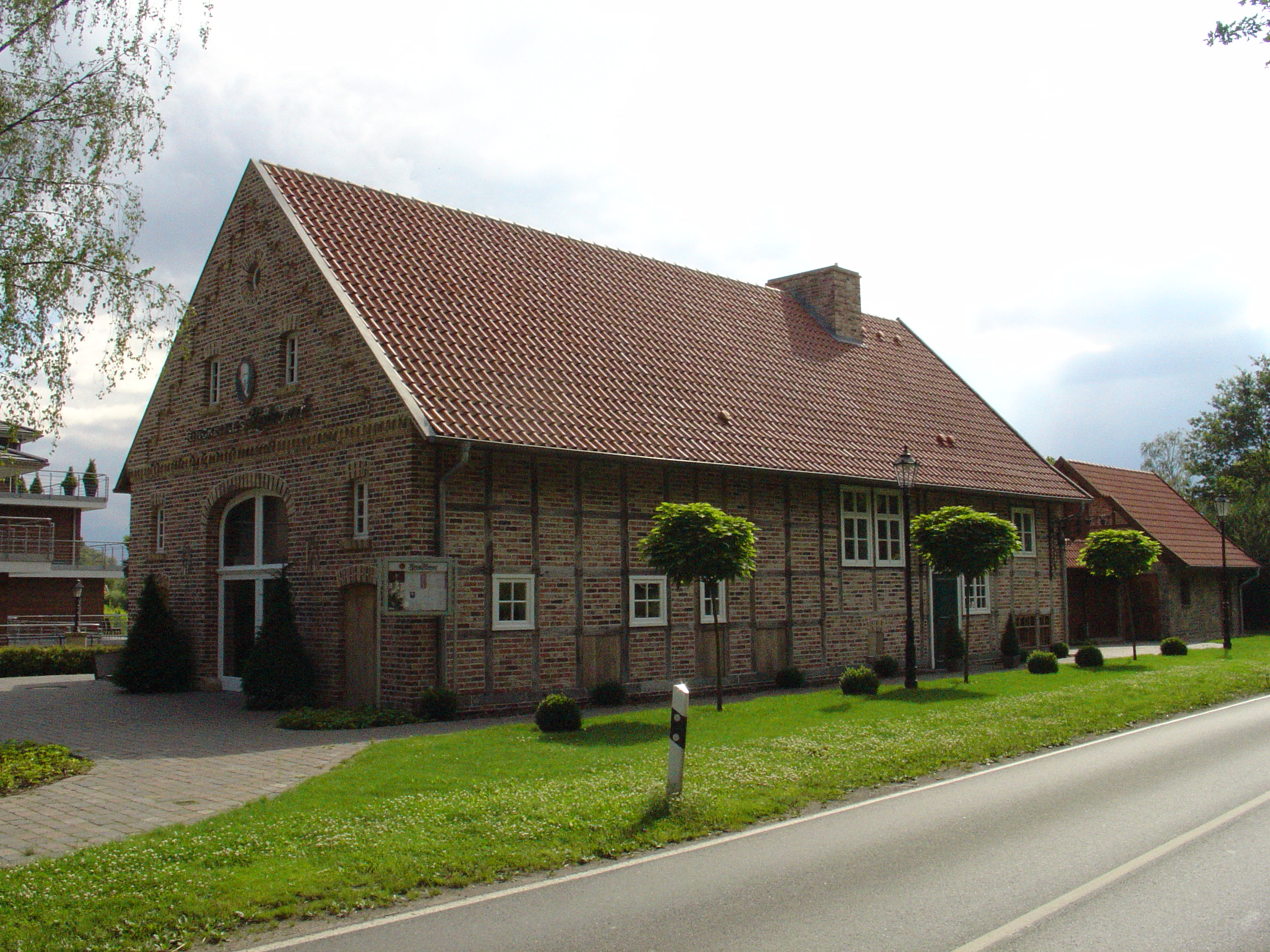
Geburtshaus von Johann Christoph Rincklake

Johann Christoph Rincklake wurde als Sohn eines Schreiners geboren. Da sein Vater wollte, dass er ebenfalls Schreiner wird, verbot er ihm das Zeichnen, dem er leidenschaftlich zugeneigt war. Nach einer handwerklichen Ausbildung durfte er dank der Fürsprache des Harsewinkeler Dechanten und von Zisterziensern des Klosters Marienfeld, die sein Talent erkannt hatten, schließlich bei dem Bildhauer Sporing in Münster in die Lehre gehen. Dann wandte er sich der Malerei zu.
Als Schüler besuchte er die Kunstakademien von Düsseldorf (1788), Wien (1788), Berlin (1796) und Dresden. Dreimal reiste er in den Jahren 1797 bis 1799 nach Landsberg an der Warthe. Hauptsächlich lebte und arbeitete er jedoch in Münster (1776–1782, 1791, 1799–1813). Als Porträt- und Genremaler sowie als Kunstsachverständiger machte er sich einen Namen.
Um 1800 heiratete er Marianne Wermerskirch, die ihm bereits 1791 das Eheversprechen gegeben und mit der er fünf Kinder hatte, drei Söhne und zwei Töchter.
Das Geburtshaus von Johann Christoph Rincklake stand bis Mai 2005 in Harsewinkel. Von dort  wurde es nach Marienfeld transloziert. Hier wurde es im Sommer 2005 in der Nähe des ehemaligen Zisterzienserklosters wieder aufgebaut.

## Werke
Rincklake porträtierte vor allem bekannte adlige und bürgerliche Persönlichkeiten aus Westfalen. Franz von Fürstenberg, Graf Friedrich Leopold zu Stolberg-Stolberg, Gebhard Leberecht von Blücher, Freiherr vom Stein und Fürstin Pauline zur Lippe wurden von ihm ebenso gemalt wie zahlreiche Familien aus Münster und der letzte Abt des Klosters Marienfeld. Als Genremaler und Porträtist malte er auch die „kleinen“ Leute: die Gastwirtstochter, den Sohn des Schlossermeisters, den Bäcker des Domkapitels, den Hauslehrer oder die Sängerin der fürstbischöflichen Kapelle.
Eine große Anzahl der Bilder ist katalogisiert, einige Bilder sind verschollen.
Im Landesmuseum in Münster sind einige Bilder von Rincklake zu sehen.

### Galerie

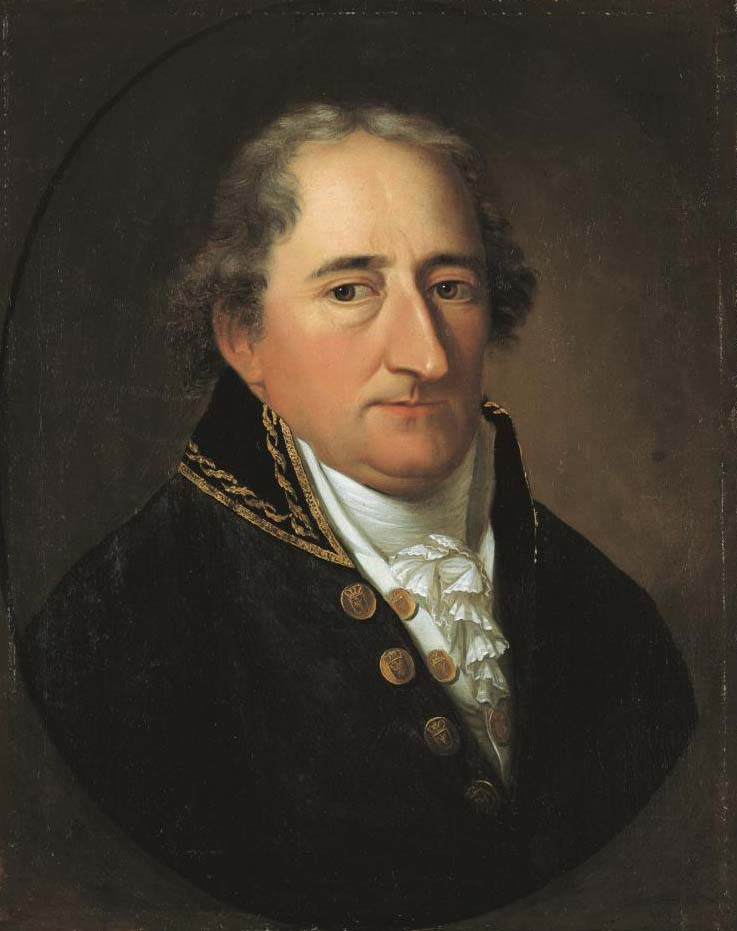
Freiherr vom Stein
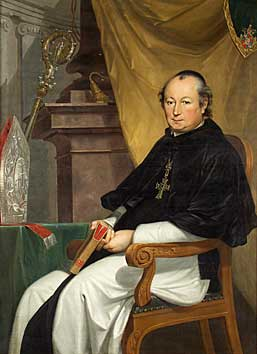
Abt Petrus von Hatzfeld
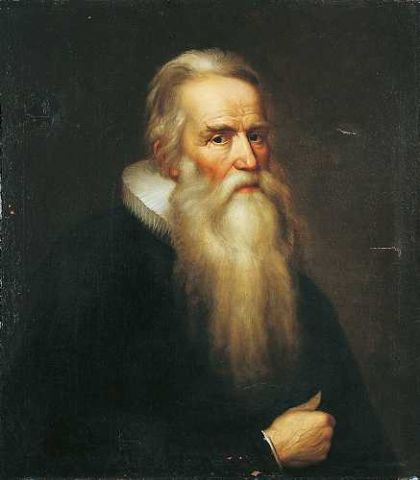
Bildnis eines älteren Herrn in niederländischer Tracht
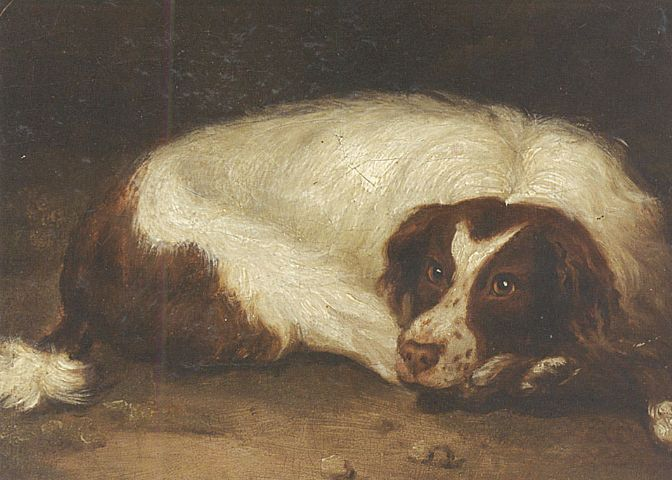
Ein liegender Münsterländer Jagdhund
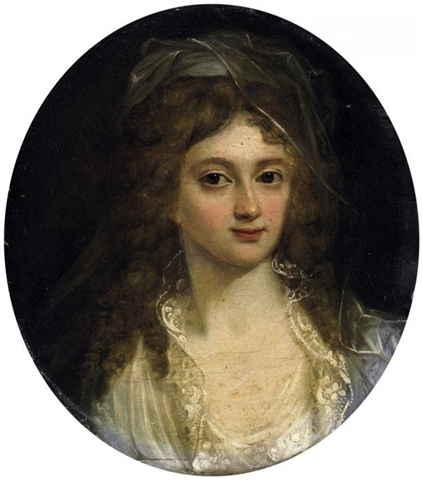
Porträt der Maria Arnoldina Henriette Apollonia von Borggreve, Frau von Clemens-August II. von Detten (Urururgroßmutter von Uma Thurman).
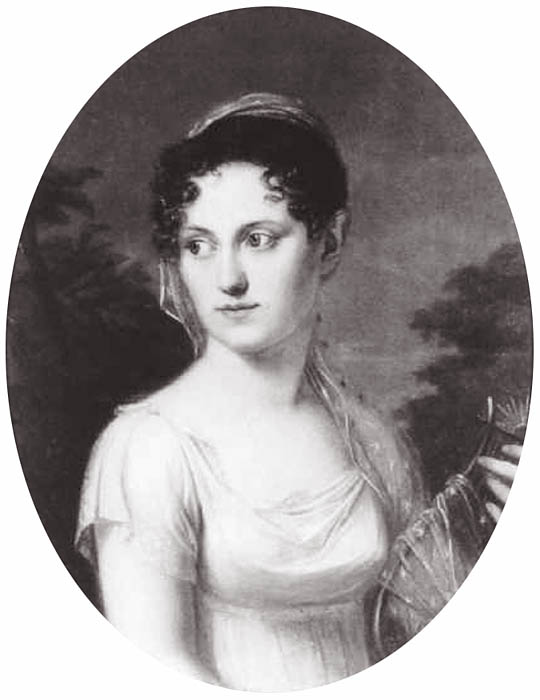
Katharina Sibylla Schücking geb. Busch
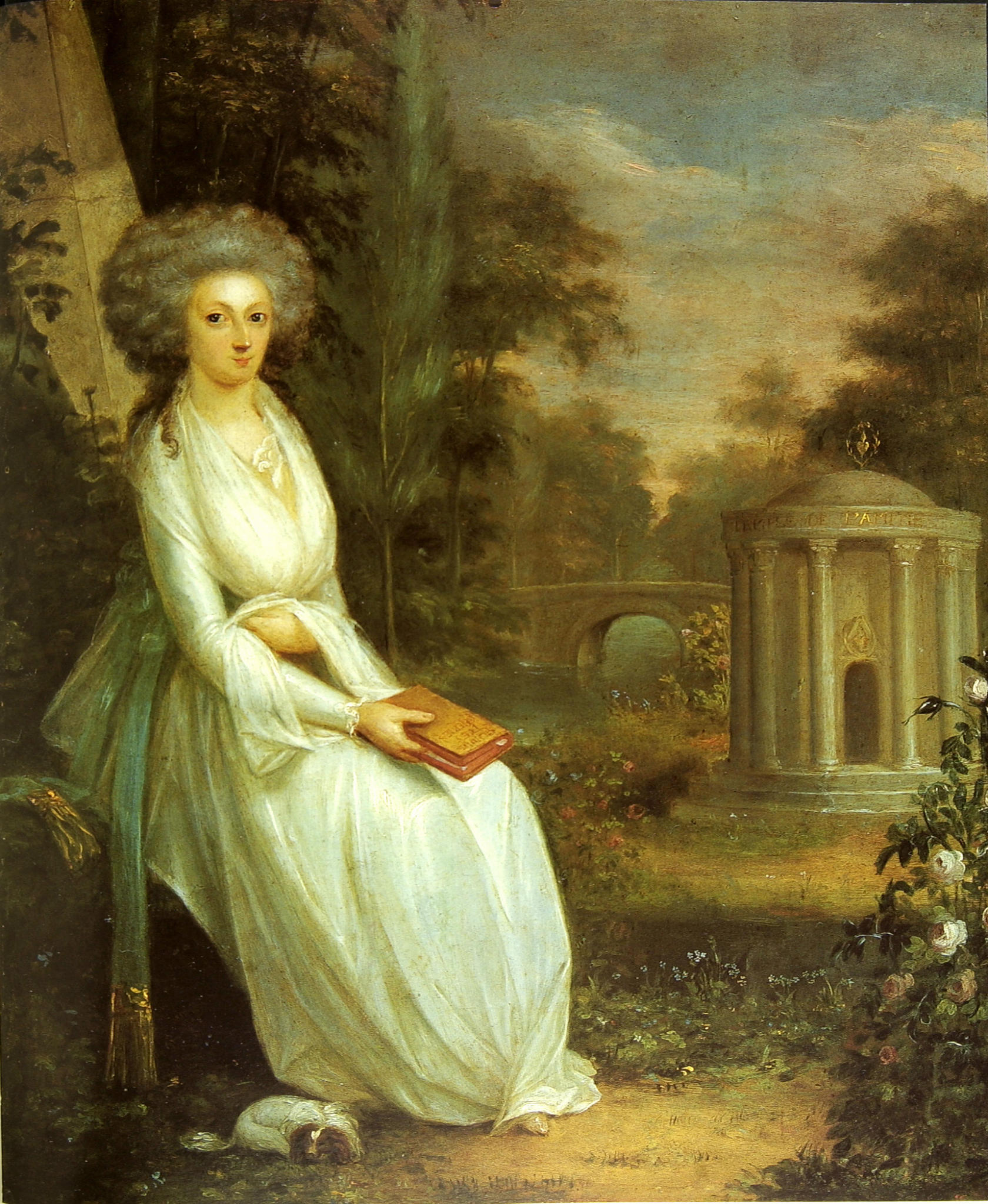
Bildnis der Rosine Alexandrine Freiin von Korff gen. Schmising im Park